# Джонс, Джонни (блюзмен, Иллинойс)
Не следует путать c Литтл Джонни Джонсом (1924—1964), известным блюзовым пианистом
Не следует путать c Джонни Джонсоном (1941—2015), известным блюзовым пианистом
Не следует путать c Джонни Джонсом-младшим (1936—2009), известным блюзовым гитаристом
Джонни «Дворовый пёс» Джонс (англ. Johnny «Yard Dog» Jones), настоящее имя Джон Джуниа Джонс-младший (англ. John Junia Jones Jr.; 21 июля 1941, Крофордсвилл, Арканзас, США  — 15 сентября 2015, Декейтер, Иллинойс, США) — американский блюзовый гитарист, харпер, вокалист и автор песен. Лауреат Blues Music Awards в номинации «Лучший дебют» (1998).

## Биография
Джонни Джонс родился на хлопковой плантации близ Крофордсвилля, Арканзас в 1941 году, в 1945 году его семья переехала в Ист-Сент-Луис, Иллинойс. Когда ему было семь лет, он начал петь в семейной госпел-группе вместе с несколькими своими сестрами. К десяти годам Джонс купил свою первую губную гармошку на деньги, заработанные на его бизнесе по чистке обуви. Его музыкальные способности продолжали развиваться, когда дядя одолжил ему гитару для занятий. К тринадцати годам Джонс постоянно бывал в блюзовых клубах Восточного Сент-Луиса, подружился с Альбертом Кингом и Литтл Уолтером. Услышав, как Джонс играет на губной гармошке и гитаре и поёт, Литтл Уолтер подарил ему гармошку Hohner Marine Band. В 1959 году перебрался в Чикаго и к тому времени уже достаточно уверенно играл на гитаре, что был участником нескольких госпел-групп более десяти лет (в частности играл в The Little Flowers и The Gospel Comforters), одновременно работая сварщиком. Свой псевдоним он себе придумал сам, сравнивая себя с собакой на цепи внутри двора, которой однажды удалось сорваться с цепи, и вырваться на свободу.
Джонс в 1971 году переехал в Детройт, где он поначалу продолжал играть госпел, но вскоре зарекомендовал себя как гитарист на местной блюзовой сцене, увидев упадок блюзовой культуры Детройта. Вскоре он стал не только играть на гитаре, а ещё и петь, а затем вернулся к губной гармонике.
В 1990-е Джонс вернулся в Чикаго, где его заметил исполнительный директор Earwig Music Company, которая выпустила его дебютный, и как оказалось, единственный альбом Ain't Gonna Worry, записанный с участием Детройт Джуниора и Джонни Би Мура. Сам Джонс написал большинство текстов для альбома, пел, играл на гармонике и в нескольких песнях сыграл на гитаре.  Журналист Allmusic Скотт Яноу отметил: «В возрасте 55 лет Джонни «Ярд Дог» Джонс наконец получил возможность сделать свою первую запись в 1996 году. Его пение приятно и наполнено эмоциями, поскольку он представил сет музыки, которая подчёркивает стиль чикагского блюза 1950-х годов, наряду с редкими соул-балладами». Альбом был признан лучшим альбомом современного блюза 1996 года по опросу критиков журнала Living Blues и в 1998 году этот альбом был признан лучшим дебютом по версии Blues Music Awards. После выхода альбома Джонни Джонсон много гастролировал, в частности, играл на Чикагском блюзовом фестивале 1997 года. В 1998 году оставил карьеру, сославшись на реалии музыкального бизнеса и необходимость конкурировать с молодыми музыкантами с меньшим талантом. После этого он переехал в Декейтер, где в основном музицировал дома, изредка выступая, так например вместе с Ароном Бертоном выступал на 16-м Pocono Blues Festival в 2008 году, Чикагском блюзовом фестивале 2009 года и дал несколько концертов с группой Kilbourn Alley Blues Band. Последние записи для Earwig Music он сделал в 2007 году, сыграв на губной гармошке в двух треках последнего альбома Ханибоя Эдвардса
Джонс умер в Декейтере, штат Иллинойс от сердечного приступа 15 сентября 2015 года в возрасте 74 лет.
«Блюзовые критики щедро хвалили Ярд Дога за его плотный звук и наполненные добродушным юмором песни, а также за его новаторские аранжировки в рамках традиционной музыкальной структуры чикагской блюзовой группы. Майкл Фрэнк, глава Earwig Music, замечал, что у Джонса есть уникальный стиль игры на гитаре, происходящий из почти забытой эпохи госпел-музыки».
«Он был настоящим артистом, завораживающим публику своим голосом, текстами песен, музыкой, улыбкой и кое-какими танцевальными движениями».

## Дискография
- 1996: Ain’t Gonna Worry(Earwig Music Company)